# Albo d'Oro Audace
Albo d'Oro Audace es una colección de historietas italianas de aventuras, publicadas en tres series desde 1943 a 1948 por la casa Sergio Bonelli Editore (que en ese entonces se llamaba Edizioni Audace).

## Trayectoria editorial
La colección se estrenó en 1943 y se editaron 15 números hasta 1945; cada álbum albergaba reediciones de historietas de series como Pompeo, La Perla Nera, I Conquistatori dello Spazio y Orlando, ya publicadas en la revista L'Audace.
Fue retomada a finales de 1945, cuando fueron editados tres álbumes con historias de la serie Capitan Fortuna de Rino Albertarelli, bajo el nombre de Albi d'Oro Audacia.
En 1947, finalmente, fueron publicados 17 números con aventuras de Il Giustiziere mascherato (historieta también conocida como Il Giustiziere del West), guionizadas por Gian Luigi Bonelli y Franco Baglioni e ilustradas por Giorgio Scudellari, G. Schipani y Armando Monasterolo.